# 富山県道116号小摺戸芦崎線
富山県道116号小摺戸芦崎線（とやまけんどう116ごう こすりどあしざきせん）は富山県下新川郡入善町内を通る一般県道である。

## 概要

### 路線データ
- 起点：富山県下新川郡入善町小摺戸字京場（富山県道45号黒部朝日公園線交点）
- 終点：富山県下新川郡入善町芦崎字土場島
- 実延長：8,484m

## 沿革
- 1960年（昭和35年）4月23日 - 認定[1]

## 地理

### 通過する自治体
- 富山県下新川郡入善町

### 接続する道路
- 富山県道45号黒部朝日公園線（起点：小摺戸交差点）
- 富山県道111号大家庄上飯野線（入善町青木 - 入善町福島新で重複）
- 富山県道150号魚津入善線（道古交差点）
- 富山県道117号上飯野入善停車場線（入善町東狐）
- 国道8号（東狐交差点）
- 富山県道2号魚津生地入善線（下飯野交差点）
- 入善町道（終点：入善町芦崎土場島、「立塚秀雄商店」前）

### 周辺
- あいの風とやま鉄道線 西入善駅
- 入善町立飯野小学校
- 入善町立黒東小学校
- アサヒ飲料 北陸工場